# 杨元庆
杨元庆（1964年11月12日—），生于中国安徽省合肥市，现任联想集团董事局主席和CEO，毕业于上海交通大学。

## 生平

### 早年
杨元庆1964年出生于安徽省合肥市，幼年时父母均是资优知识分子，从小学习成绩均十分优异，尤其理科成绩。1982年毕业于合肥一中，并考入上海交通大学计算机系，1986年本科毕业。1989年，在中国科学技术大学取得硕士学位。

### 联想集团
- 1989年，进入联想集团工作。[1]
- 1994年，杨元庆任联想电脑公司总经理。
- 2001年，杨元庆出任联想集团总裁兼CEO。
- 2004年12月8日，杨元庆出任联想集团董事局主席。
- 2009年2月5日，联想集团宣布联想集团创始人兼董事柳传志将重新担任公司董事局主席，现任董事局主席杨元庆接替威廉·阿梅里奥担任公司CEO。
- 2011年6月17日，聯想大股東聯想控股，在聲明中指出，楊元慶已從聯想控股購得7.97億股聯想股份，但未有披露作價。交易後，聯想控股佔聯想股權，從42.82%降至34.82%，但仍為最大股東，楊元慶個人持有的聯想股權則增加了8個百分點至8.7%。
- 2011年11月2日，杨元庆接替柳传志，再次成为联想集团董事局主席。
- 截至2013年11月20日，楊元慶持有聯想股權7.68%。
- 2014年5月30日，根据联想集团在港交所提交的报告，联想集团董事长兼CEO杨元庆2013年的薪酬达到2136万美元，约合人民币1.33亿元，较2012年的1460万美元年薪大幅上涨46%。联想集团称，由于在2013-2014财年内公司业绩出色，公司给予杨元庆的奖金和长期激励奖励大幅增长，推动其薪酬上涨。[2]

2018年2月24日，当选为第十三届全国人大代表。